# Theuderich IV.

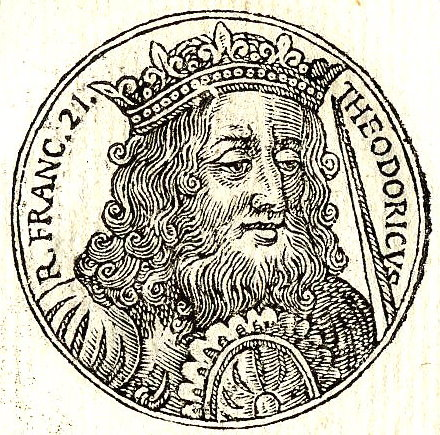
Theuderich IV.

Theuderich IV. (* nach 711; † zwischen dem 16. März und 30. April 737) war der Sohn von Dagobert III. und der vorletzte  Frankenkönig aus dem Geschlecht der Merowinger.
Als Theuderichs Vater, König Dagobert III. 715 starb, wurde Chilperich II. zum König über Neustrien ernannt. Im Jahre 716 wurde Theuderich zur Erziehung ins Kloster Chelles überstellt. Als Chilperich II. 721 starb, bestimmte der Hausmeier Karl Martell, Theuderich zum König. Zu diesem Zeitpunkt wurden die merowingischen Könige bereits von dem jeweiligen Hausmeier, hier Karl Martell, kontrolliert und besaßen keine realpolitische Macht. 
Quellen über Aktivitäten in seiner Regierungszeit gibt es nicht, jedoch soll die Stadt Château-Thierry nach ihm benannt sein. Der Legende nach soll er dort von Karl gefangen gehalten worden sein. Theuderich starb 737, der Königsthron blieb bis Frühjahr 743 unbesetzt.